# Novohrodivka
Novohrodivka este un oraș din Ucraina.